# Слуга (филм из 2019)
Слуга (рус. Холоп) руски је хумористички филм из 2019. године. Филм је режирао Клим Шипенко. Главне улоге: Милош Биковић и Александра Бортич. Премијерно приказан у Русији 26. децембра 2019. године. Најгледанији је филм свих времена у Русији, за само једну ноћ погледало га је више од 750.000 људи, а на благајнама је само за ту ноћ зарадио око три милиона евра.
Дана 3. фебруара 2020. године, филм Слуга је премашио 3,44 милијарде рубаља на благајнама биоскопа и тако постао најгледанији филм у целој историји руске кинематографије. Наставак, Слуга 2, премијерно је приказан 2023. године.

## Радња
Млади Григориј, Гриша (тумачи га Милош Биковић) рођен је у богаташкој породици. Толико је ушушкан у свом лагодном животу да мисли како је „изнад закона“. Када оде предалеко у својим испадима и бива суочен са затворским казном, његов отац предузима радикалне мере. Како од размаженог богаташа направити човека? Због свих испада и проблема које ствара својим бахатим понашањем, Гришин отац унајмљује глумце и сина враћа у прошлост. Уз помоћ старог пријатеља, психолога, отац смишља план да рехабилитује свог непослушног сина.
Гриша упада у изрежирану саобраћајну незгоду, када дође себи, биће 1860. година, а он ће се наћи на великом сеоском имању, као обични слуга без веза и без примеса живота какав је тада живео. Окружен је сељацима, мушкарцима и женама који не знају за његове „магичне скаламерије” и који га не штеде. Заправо, изграђено је цело село са камерама на сваком ћошку, које прате наше јунаке. 
Људи који га окружују на имању су такође слуге и никада нису чули за рецимо — мобилне телефоне. Кроз серију урнебесних сцена видимо како се Гриша сналази као слуга, али и шта се дешава када на једној лепој девојци види „модерни доњи веш“. Гриша пролази тежак пут од размаженог богаташа до човека који цени мала животна задовољства и вредан рад. На крају упознаје добре стране правог пријатељства и наравно, љубави.

## Улоге
| Глумац                | Улога         |
| --------------------- | ------------- |
| Милош Биковић         | Гриша         |
| Александра Бортич     | Лиза          |
| Иван Охлобистин       | психолог      |
| Александар Самојленко | Гришин отац   |
| Марија Миронова       | Анастасија    |
| Александар Обласов    | Семењов       |
| Олга Дибцева          | Аглаја        |
| Артур Ваха            | генерал-мајор |
| Вилен Бабичев         |               |
| Кирил Нагијев         |               |

## Реч глумаца
То је критика друштва и то је један обрачун са начином размишљања и са појавом у друштву тога што би Руси назвали мажори. То су млади арогантни људи који не умеју да цене ни ствари око себе, а не умеју да цене ни људе око себе, што је можда још важније. Јесте, овај филм има троструки значај. Милош Биковић о филму.